# مهرجان البلد للموسيقى
مهرجان البلد للموسيقى ،هو حدث يعقد مرة كل سنتين في عمان ، الأردن . ويأخذ المهرجان مكان في وسط مدينة عمان في المدرج الروماني ومسرح الأوديون.

## حول
يستضيف المهرجان فرق عربية مختلفة في كل مرة، أبرزها "فرقة المرابعة 3 "وهي فرقة روك أردنية، تشكلت في عام 2009.